# ジャムー・スガーンド
ジャムー・スガーンド（Jhamu Sughand、1951年 - 2008年5月26日）は、インドの映画プロデューサー。主にボリウッドやパラレル映画で活動している。代表的なプロデュース作品として『ラガーン』『Satya』『ミモラ 心のままに』『Aks』がある。
映画製作会社ジャムー・スガーンド・プロダクションを設立している。同社は『Astitva』や『Kaalpurush』などのマラーティー語映画や西ベンガル映画を製作している。

## 生涯

### キャリア
デオラリの出身で、同地で布の販売業に携わった後、1979年にムンバイに移住した。ムンバイでは数年間映画製作に特化した印刷機器の販売を手掛けた後、1988年に映画配給業に転職した。彼はマニラトナムの『ボンベイ』などの作品を数年間で100本以上配給した。その後は映画製作にも関わるようになったが、アヌラーグ・カシャップの『Gulaal』を最後に映画製作から引退した。

### 死去
スガーンドは脳卒中を起こしてムンバイ市内の病院に入院していたが、2008年5月26日に死去した。妻との間に1男1女をもうけた。

## フィルモグラフィ

### プロデュース
- Rangeela（1995年）
- ボンベイ（1995年）
- インドの仕置人（1996年）
- Daud（1997年）
- Chachi 420（1997年）
- Earth （1999年）
- ミモラ 心のままに（1999年）
- Khoobsurat（1999年）
- Astitva（2000年）
- ラガーン（2001年）
- Aks（2001年）
- Filhaal...（2002年）
- Swapner Din（2004年）
- Kaalpurush（2005年）
- Secrets and Lies（2007年）
- Janmadata（2008年）

### 配給
- Black Friday（2007年）
- Janmadata（2008年）

## 受賞歴
- 国際インド映画アカデミー賞 作品賞：『ミモラ 心のままに』（2000年）
- 国家映画賞 マラーティー語長編映画賞（英語版）：『Astitva』（2000年）[4]
- 国家映画賞 長編映画賞（英語版）：『Kaalpurush』（2005年）[5][6]